# 萬寀
萬寀（1517年—？），字一和，江西南昌府豐城縣人，明朝政治人物。

## 生平
江西鄉試第五十四名。嘉靖二十三年（1544年）甲辰科三甲進士。历官吏部考功司郎中，为嚴嵩之黨羽，与职方郎中方祥并称“文武管家”。累升通政使司右通政，三十八年正月升太僕寺卿，嘉靖三十九年九月廿九（1560年）升授順天府府尹，四十年五月升大理寺卿，次年嚴嵩下台後，被革职閑住，四十五年十月充军边卫。

## 家族
曾祖萬容舒；祖父萬敬方；父萬洪。母黃氏。慈侍下。